# Relações entre Brasil e Guiné Equatorial

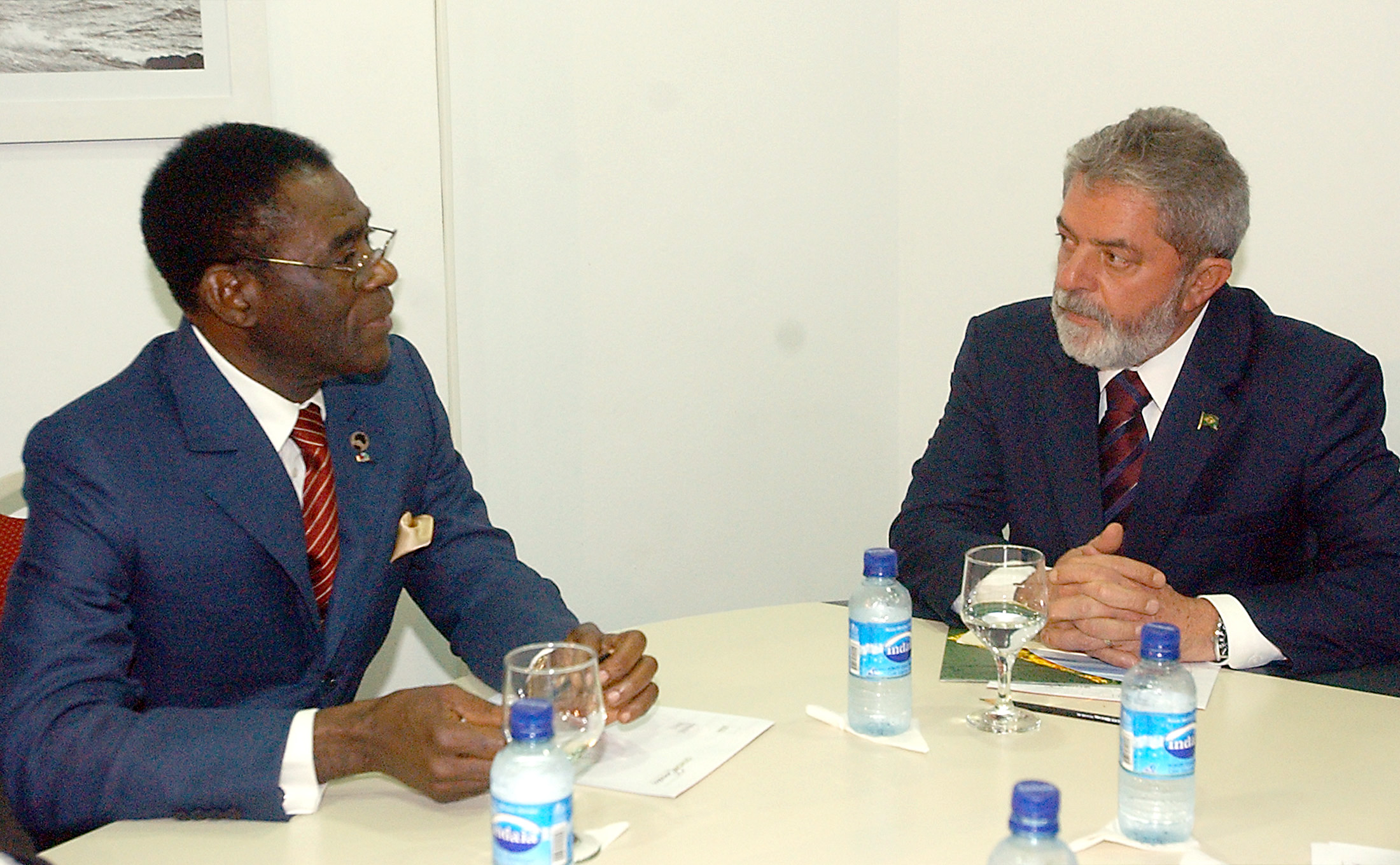
Encontro dos presidentes do Brasil, Luiz Inácio Lula da Silva, e da Guiné Equatorial, Teodoro Obiang.

As relações entre Brasil e Guiné Equatorial são as relações diplomáticas entre a República Federativa do Brasil e a República da Guiné Equatorial. O Brasil mantém uma embaixada em Malabo e a Guiné Equatorial mantém uma embaixada em Brasília. Elas foram iniciadas em 1974, e ambos os países possuem laços históricos com Portugal.